# ニースト郡区 (アイオワ州キャロル郡)
ニースト郡区は、アメリカ合衆国、アイオワ州、キャロル郡にある16の郡区の一つである。2000年の国勢調査で、人口は441人だった。

## 地理
ニースト郡区は、92.4平方キロメートル（35.68平方マイル)で、組み込まれている自治体(incorporated settlements)はない。アメリカ地質調査所によると、この郡区はOur Lady of Mount CarmelとSaint Bernardsの2つの霊園が含まれる。